# 986年
| 千纪： | 1千纪                                                                                              |
| 世纪： | 9世纪 \| 10世纪 \| 11世纪                                                                          |
| 年代： | 950年代 \| 960年代 \| 970年代 \| 980年代 \| 990年代 \| 1000年代 \| 1010年代                        |
| 年份： | 981年 \| 982年 \| 983年 \| 984年 \| 985年 \| 986年 \| 987年 \| 988年 \| 989年 \| 990年 \| 991年    |
| 纪年： | 丙戌年（狗年）；于阗天兴元年；契丹統和四年；北宋雍熙三年；大理广明元年；越南天福七年；日本寬和二年 |

## 大事记
- 一月，宋太宗認為遼聖宗執政未穩，有機可乘，遂發動雍熙北伐。
- 四月，北宋軍隊被迫自涿州敗退，遼軍乘勢夾擊。
- 五月，遼聖宗與蕭皇后親統大軍追擊宋軍至岐溝關，宋軍大敗。
- 六月，北宋軍隊在雍熙北伐失敗後試圖將邊境百姓內遷時，與遼軍發生陳家谷戰役，最後宋軍慘敗，楊業殉國。
- 8月1日——一條天皇即位，為第66代天皇。
- 十月十七日，遼聖宗向拒馬河南六州軍民下詔，宣布向宋朝開戰。
- 十一月，君子館之戰，宋軍河北防線受到重創。
- 十二月，土墱寨之戰，宋將張齊賢擊敗遼軍，守住代州。
- 北宋徐铉奉旨与句中正、葛湍、王惟恭等同校《说文解字》，完成并雕版流布，世称“大徐本”。
- 巴西爾二世在確保自己在東羅馬帝國地位穩固以後，召集了一支由30000人組成的軍隊，向保加利亞的索非亞進軍，並包圍了這座城市。由於攻城損失巨大在加上擔心國內地方官員謀反，巴西爾二世率軍向色雷斯返程，但在圖拉真門戰役（英语：Battle of the Gates of Trajan）中遭到伏擊並被打敗。
- 保加利亚沙皇萨穆尔入侵帖撒利亚，占领拉里撒与都拉基乌姆，并趁拜占廷内讧之机，向保加利亚以东扩张。

## 逝世
- 3月2日——洛泰爾一世，西法蘭克王國加洛林王朝的最後第二位國王。（約941年出生，45岁）
- 6月18日——杨业，北宋将军（出生年月不详）